# Joaquín Sastre
Joaquín Sastre (Villa Dolores, provincia de Córdoba, Argentina; 31 de julio de 1987) es un entrenador argentino. Actualmente es ojeador en Gimnasia y Esgrima de Mendoza.

## Trayectoria

### Como entrenador
Identificado con Marcelo Bielsa, después de dirigir en la Liga Cordobesa de Fútbol junto a Daniel Albornós, se inició en el profesionalismo como ayudante de campo de Gerardo Acuña en Estudiantes de Río Cuarto, en la temporada 2021. Un año después, decidió formar parte del cuerpo técnico de Luca Marcogiuseppe en Gimnasia y Esgrima de Mendoza, donde logró llegar a instancias finales del torneo 2022.
Luego del alejamiento de Marcogiuseppe, en 2023 aceptó tomar el cargo de primer entrenador en Gimnasia de Mendoza. En noviembre de 2023, pese a terminar en sexto lugar de la Zona A y clasificar al club al reducido (por el segundo ascenso) y a la Copa Argentina, fue destituido de su cargo.
A mediados de diciembre de 2023, fue elegido para hacerse cargo de la conducción de Mitre de Santiago del Estero para la temporada 2024. El 28 de abril de 2024, después de los tres malos resultados consecutivos de los últimos partidos, renunció a la dirigencia del Club Atlético Mitre.

## Estadísticas

### Como ayudante de campo
| Club                      | País      | Año  | Primer entrenador  |
| ------------------------- | --------- | ---- | ------------------ |
| Estudiantes de Río Cuarto | Argentina | 2021 | Gerardo Acuña      |
| Gimnasia de Mendoza       | Argentina | 2022 | Luca Marcogiuseppe |

### Como entrenador
| Club                             | Div.          | Temporada     | Liga | Liga | Liga | Liga |          | Copas    | Copas    | Copas    | Copas | Copas         | Copas         | Copas         | Copas         | Copas |    | Totales | Totales | Totales | Totales | Totales | Totales | Totales | Totales | Totales |
| Club                             | Div.          | Temporada     | Liga | Liga | Liga | Liga | Nacional | Nacional | Nacional | Nacional |       | Internacional | Internacional | Internacional | Internacional |       |    | Totales | Totales | Totales | Totales | Totales | Totales | Totales | Totales | Totales |
| Club                             | Div.          | Temporada     | PD   | G    | E    | P    | PD       | G        | E        | P        | PD    | G             | E             | P             | PD            | G     | E  | P       | GF      | GC      | Dif.    | Pts.    | Rend.   |         |         |         |
| -------------------------------- | ------------- | ------------- | ---- | ---- | ---- | ---- | -------- | -------- | -------- | -------- | ----- | ------------- | ------------- | ------------- | ------------- | ----- | -- | ------- | ------- | ------- | ------- | ------- | ------- | ------- | ------- | ------- |
| Gimnasia y Esgrima (M) Argentina | 2.ª           | 2023          | 37   | 13   | 14   | 10   | 1        | 0        | 1        | 0        | —     | —             | —             | —             | 38            | 13    | 15 | 10      | 45      | 38      | +7      | 54      | 47.37%  |         |         |         |
| Gimnasia y Esgrima (M) Argentina | Total club    | Total club    | 37   | 13   | 14   | 10   | 1        | 0        | 1        | 0        | 0     | 0             | 0             | 0             | 38            | 13    | 15 | 10      | 45      | 38      | +7      | 54      | 47.37%  |         |         |         |
| Mitre (SdE) Argentina            | 2.ª           | 2024          | 13   | 3    | 5    | 5    | 1        | 1        | 0        | 0        | —     | —             | —             | —             | 14            | 4     | 5  | 5       | 8       | 9       | -1      | 17      | 40.47%  |         |         |         |
| Mitre (SdE) Argentina            | Total club    | Total club    | 13   | 3    | 5    | 5    | 1        | 1        | 0        | 0        | 0     | 0             | 0             | 0             | 14            | 4     | 5  | 5       | 8       | 9       | -1      | 17      | 40.47%  |         |         |         |
| Total carrera                    | Total carrera | Total carrera | 50   | 16   | 19   | 15   | 2        | 1        | 1        | 0        | 0     | 0             | 0             | 0             | 52            | 17    | 20 | 15      | 53      | 47      | +6      | 70      | 45.51%  |         |         |         |
| 1.                               |               |               |      |      |      |      |          |          |          |          |       |               |               |               |               |       |    |         |         |         |         |         |         |         |         |         |